# Hansara
Hansara (en népalais : हँसरा) est un comité de développement villageois du Népal situé dans le district de Gulmi. Au recensement de 2011, il comptait 2 877 habitants.